# The Licked Hand
The Licked Hand (inglese: La mano leccata), nota a volte come The Doggy Lick (inglese: La leccatina del cane) o Humans Can Lick Too (inglese: anche gli umani sanno leccare),  è una leggenda metropolitana . Ha diverse versioni ed è stato trovato in stampa già nel febbraio 1982.

## Storia
Una ragazza molto giovane è a casa da sola per la prima volta con solo il suo cane per compagnia. Ascoltando il telegiornale, sente di un assassino a piede libero nel suo quartiere. Terrorizzata, chiude tutte le porte e le finestre, ma si dimentica della finestra del seminterrato e viene lasciata aperta. Va a letto, portando con sé il suo cane e lasciandolo dormire sotto il suo letto. Si sveglia durante la notte per il rumore di gocce d'acqua provenire dal bagno. Il suono la spaventa, ma è troppo impaurita per alzarsi dal letto e scoprire di cosa si tratta. Per rassicurarsi, allunga una mano verso il pavimento cercando il cane e viene ricompensata da una rassicurante leccata sulla mano. La mattina dopo, al risveglio, va in bagno per un sorso d'acqua e trova il suo cane morto e mutilato appeso sotto la doccia con il sangue che gocciola lentamente sulle piastrelle. Sulla parete della doccia, scritte con il sangue del cane, ci sono le parole "Anche gli umani sanno leccare".
Altre varianti della storia presentano una vecchia miope piuttosto che una ragazza. Anche il destino del cane cambia a seconda della versione: dal cane semplicemente impiccato allo scuoiato, sventrato o mutilato in altro modo. Il messaggio a volte è scritto sul pavimento o sullo specchio del bagno piuttosto che sul muro. Alcune versioni includono il ritorno dei genitori e la loro scoperta dell'assassino nascosto altrove nella casa, spesso nel seminterrato, nell'armadio della camera da letto della ragazza o sotto il suo letto. In altre versioni, i genitori della ragazza tornano al mattino e chiedono se la loro figlia ha passato una buona notte. Quando dice loro che il suo cane l'ha mantenuta calma leccandole la mano, le viene detto che il cane in questione era stato rinchiuso nel seminterrato o fuori. La storia di solito finisce con l'assassino che non viene mai trovato e/o la ragazza che muore.

## Sfondo
- Precursore della leggenda è il racconto del 1919 Il diario di Mr. Poynter di MR James, in cui un giovane accarezza distrattamente il suo cane (come crede) mentre legge un vecchio resoconto manoscritto della morte sinistra di un giovane studente ossessionato dalla sua propri capelli. Naturalmente, la creatura accovacciata al suo fianco non è il cane.
- Questa leggenda è stata descritta nel film Campfire Tales (1997), storia accreditata a DB Martin.
- In un episodio della serie di Showtime The L Word, Alice racconta una versione della storia con i suoi amici mentre si siedono intorno a un falò.
- L'episodio Bedsit da A Scare at Bedtime.
- Una variazione della storia è presente nel film Urban Legends: Final Cut .
- L'episodio Family Remains di Supernatural presenta un'alterazione di questa storia in cui un bambino selvaggio lecca la mano di un'adolescente che va nel panico quando si rende conto che il suo cane è nel corridoio. In questa versione vede il cane vivo e si rende conto che non è l'animale a leccarla, anche se il cane viene mutilato quando gli eroi dello show tentano di aiutare la famiglia a fuggire.
- La leggenda viene utilizzata anche da Bloody Mary nel seguito di Urban Legends Final Cut, intitolato Urban Legends: Bloody Mary, come un modo per uccidere uno dei ragazzi del liceo che lei considera colpevole della sua morte.
- La leggenda è citata in John Dies at the End, dove il personaggio principale va a letto (con l'intenzione di attirare un fantasma) e si sveglia per trovare il suo cane che ancora gli lecca la mano, finché non si rende conto di poter sentire il suo cane che lambisce l'acqua dal wc della porta accanto.
- La storia è parzialmente raccontata da Francis Boulle in campeggio in un episodio di Made in Chelsea (Serie 6, Episodio 4).
- Una variazione di questa storia è raccontata da uno dei personaggi principali nel primo episodio di The Enfield Haunting .
- Una variazione di questa storia è scritta come retroscena per il personaggio Reimi Sugimoto del manga Jump Le bizzarre avventure di JoJo : Parte 4, Diamond Is Unbreakable di Hirohiko Araki.